# جيني دين
جاين سيربتا دين (بالإنجليزية: Jane Serepta Dean) (من مواليد 15 أبريل عام 1848 – 3 مايو عام 1913) (تُلقب باسم «جيني» أو «الآنسة جيني»). وُلدت جيني في فترة العبودية في فرجينيا الشمالية، بعد تحريرها نتيجة للحرب الأهلية الأمريكية، أصبحت من المؤسسين الهامين للكنائس والمدارس الخاصة بالأمريكيين الأفارقة في شمال فرجينيا. وقد أسست دين مدرسة ماناساس الصناعية للشباب السُّود، التي استمرت لأكثر من أربعة عقود باعتبارها المؤسسة الوحيدة للتعليم الثانوي المتاحة للشباب الأميركي من أصل أفريقي في شمال فرجينيا، وواحدة من اثنتين فقط في الولاية دون أي انتماء ديني علني.

## حياتها المُبكرة والعائلة
وُلدت جيني دين لتشارلز دين (خادم منزلي) وزوجته آني، وكلاهما من الأميركيين الأفارقة وُلدا من عائلة من العبيد المملوكين من قِبَل عائلة نيومان، ثم في وقت لاحق من قِبَل عائلة كوشنغ. ومن المُعتقد أن جدتها ميلدريد كانت أمريكية الأصل. كانت لها شقيقتان (إيلا دين وماري دين)، وكلاهما تزوجتا بعد الحرب الأهلية الأمريكية، على الرغم من أن جيني دين نفسها لم تتزوج قط. تُشير شهادة وفاة شقيقتها إيلا إلى تاريخ ميلاد جيني في 15 أبريل عام 1848، ولكن تشير شهادة وفاة أخرى إلى أن جيني دين قد وُلدت في عام 1853.
بعد أن انفصلت ولاية فرجينيا عن الاتحاد وبدأت فترة الحرب الأهلية الأمريكية، انضم أبناء العقيد كوشنغ إلى الجيش الكونفدرالي. توفي الأب كوشنغ بعد وقت قليل من علمه بأن أحد أبنائه قد استشهد في معركة بالقرب من وارينتون في ولاية فرجينيا. وفي وقت سابق، دارت معركة ماناساس الأولى بالقرب من منزلهم، وبقيت عائلة دين تسكن في كوخ تابع للمنزل آملين بتجنب القصف المدفعي وإطلاق النيران المتبادل. وبعد ذلك، وبناءً على تعليمات السيد كوشنغ، أنقذ والدها إلى جانب عدد من الرجال المستعبدين الجنود الكونفدراليين المصابين، ودفنوا العديد من القتلى فيما بعد. وفي العام التالي، دارت المعركة الثانية في ماناساس على نفس الأرض، إذ عُدَّ هذا الشارع ملتقى طرق ماناساس ومحورًا للسكك الحديدية وممرًا رئيسيًا بين الساحل ومنطقة بيدمونت في ولاية فرجينيا.

## موتها والإرث الذي تركته
توفيت جيني دين بعد إصابتها بسكتة دماغية ثانية في 3 مايو عام 1913. وقد دُفنت إلى جانب كنيسة كالفاري التي ساعدت في العثور عليها. وقد كرمت مكتبة فرجينيا جيني دين عام 2000 باعتبارها من بين النساء اللواتي كُتب عنهن في تاريخ نساء فرجينيا، وأيضًا في عام 2013 باعتبارها جزءًا من برنامج الجامعة رجال ونساء أقوياء.
استمرت مدرسة ماناساس الصناعية للشباب السُّود لعقود من الزمان، وخرَّجت العديد من المعلمين وغيرهم من زعماء المجتمع الأمريكي الأفريقي. وكانت واحدة من مدرستين ثانويتين فقط للأميركيين الأفارقة في فرجينيا من غير المنتمين إلى طائفة دينية محددة. وفي النهاية فسَّرت المحكمة العليا للدولة شرط التعليم العام المجاني لعام 1902 (من خلال الدعوى التي أقامتها الجمعية الوطنية للنهوض بالملونين على أنه يقضي بتوفير مدارس عامة للأطفال الأمريكيين من أصل أفريقي. وهكذا، في عام 1938، أصبحت مدرسة ماناساس الصناعية المدرسة الوحيدة للتعليم العالي للطلاب الأمريكيين الأفارقة في خمس مقاطعات في شمال فرجينيا (مقاطعات: برينس ويليام وفيرفاكس وألينجتون ولدون وفوكويير). بعد الحرب العالمية الثانية، ازداد عدد سكان شمال فرجينيا، وبُنيت مدارس جديدة للطلاب الأميركيين الأفارقة. وعلاوةً على ذلك، اختلفت الجمعية بشدة مع اشتراط فصل المدارس، وبدأت بإقامة دعاوى ضد المدارس التي تشجع ذلك، الأمر الذي أسفر عن اتخاذ قرارات متعددة ضد هذا الأمر في الخمسينيات، بما في ذلك قضية براون ضد مجلس التعليم إلى جانب قضية مصاحبة في فرجينيا. أغلقت مدرسة ماناساس الصناعية أبوابها عام 1959، بعد أن وافق حاكم فرجينيا جيمس ليندسي ألموند الابن على قرارات المحكمة العليا في فرجينيا واللجنة الفدرالية المكونة من ثلاثة قضاة حول قضية براون ضد مجلس التعليم. ومع انتهاء المقاومة الهائلة، لم تعد هناك حاجة للمنشأة التي من شأنها الفصل العنصري.
وفي عام 1994، وُضع موقع مدرسة ماناساس الصناعية في السجل الوطني للأماكن التاريخية الهامة، على الرغم من أن المبنى كان قد هُدم منذ فترة طويلة. وقد أصبح الآن متنزهًا تبلغ مساحته 70 فدانًا يحتوي على نصب تذكاري لدين باعتبارها المؤسس الرسمي (منذ 1995) بالإضافة إلى معالم المبنى التاريخية واللافتات وملاعب الكرة ومنطقة تزلج وممرات ومرافق للنزهات. سُميت الآن المدرسة الابتدائية بجوار المتنزه باسم الآنسة دين. يوجد في أرلينغتون في ولاية فرجينيا متنزه آخر تبلغ مساحته 22 فدانًا على طول شارع فور مايل ران في حي ناوك الأميركي الأفريقي الذي كان يُدعى سابقًا باسم جيني دين.